# Joaquín Sorolla y Bastida
Joaquín Sorolla y Bastida (Valencia, 27 februari 1863 - Madrid, 10 augustus 1923) was een Spaanse schilder, die gespecialiseerd was in het schilderen van portretten, landschappen en werken met sociale en historische thema's. Zijn bekendste werken bevatten vooral beeltenissen van mensen, marines en het landschap van zijn geboorteland.
Het vroege werk van Sorolla wordt gerekend tot het realisme en heeft vooral sociale en historische thema's tot onderwerp. Later werkte hij vooral in de stijl van het impressionisme, schilderde vooral portretten en landschappen uit zijn geboorteland, en werkte veelal 'en plein air'.
Sorolla reisde veelvuldig, verbleef met name vaak in Parijs, exposeerde met veel succes in de Parijse salon en de Exposition Universelle (1900), maar ook meermaals in de Verenigde Staten. Bekend werd een serie van veertien schilderijen met Spaanse personen en onderwerpen, die hij maakte voor de bibliotheek van de 'Hispanic Society of America' in New York.

## Galerij

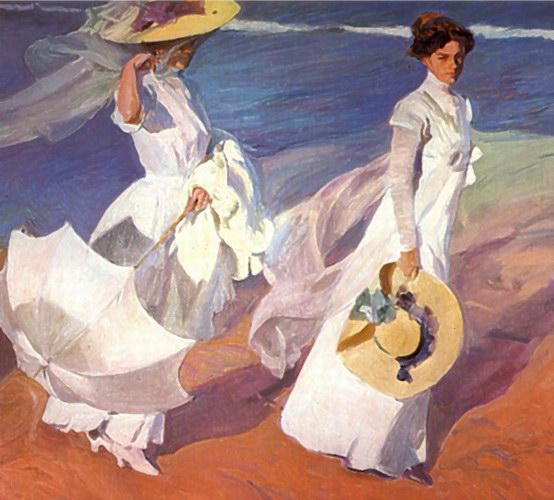
Strandwandeling
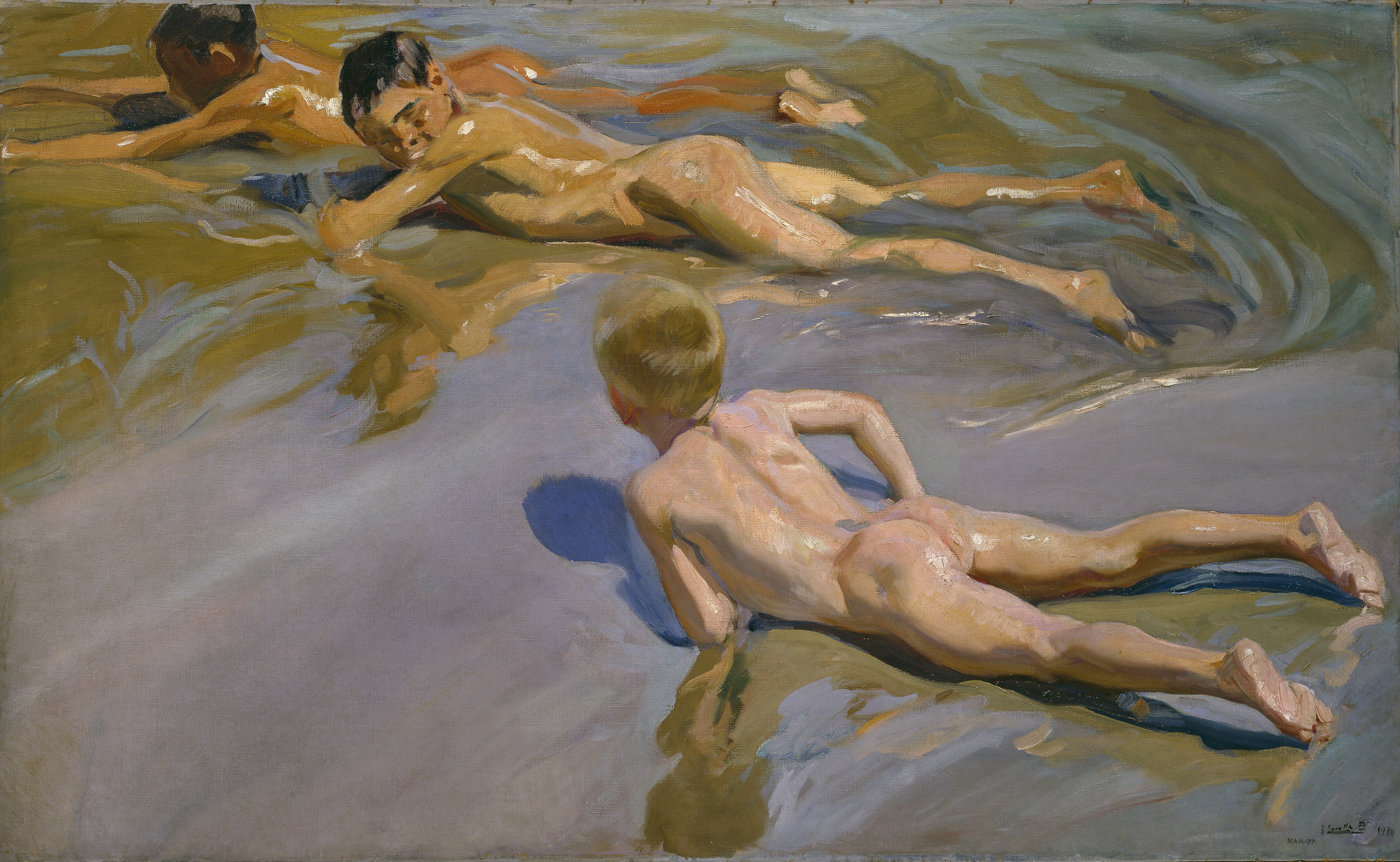
Kinderen op het strand
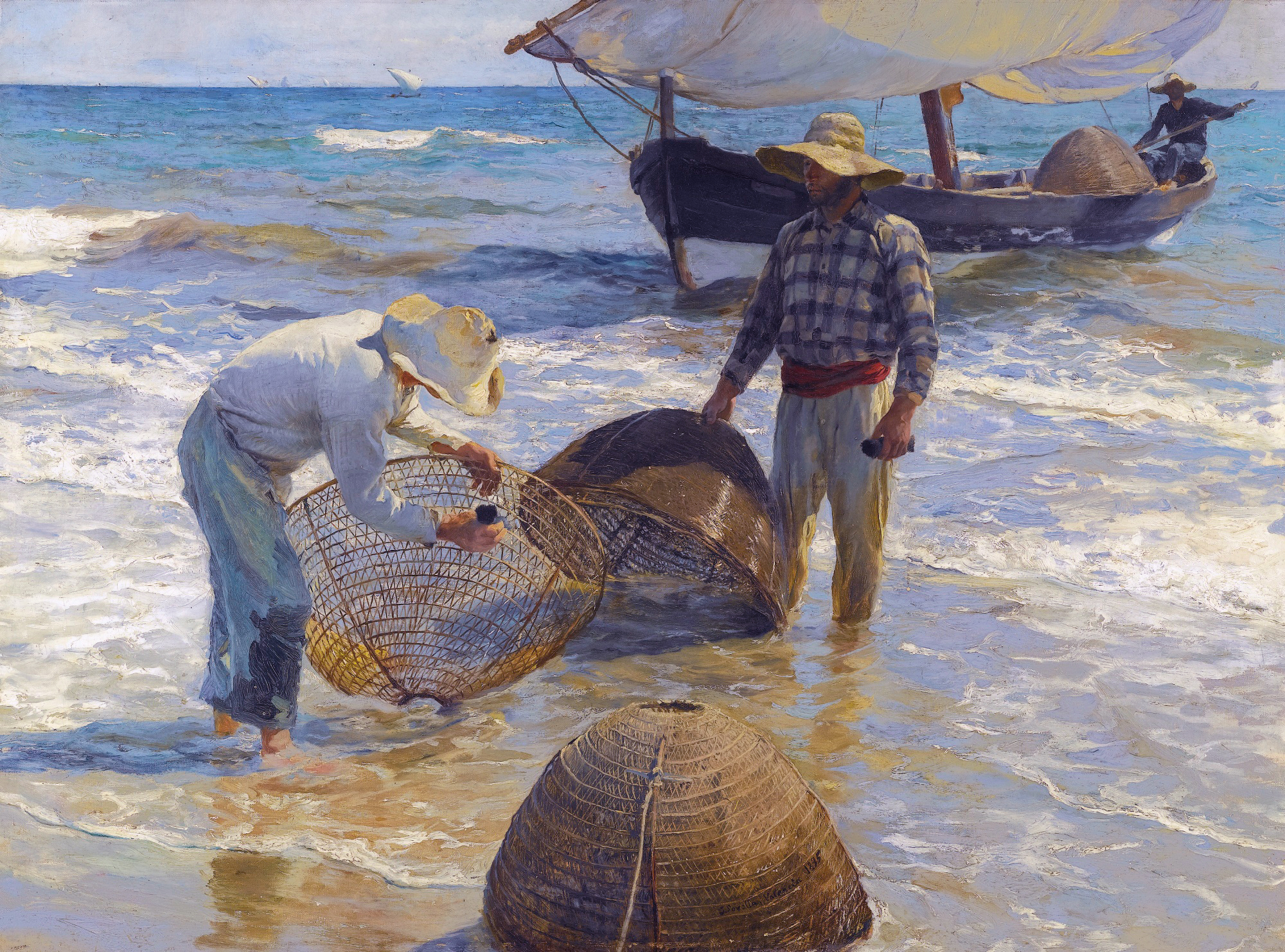
Vissers van Valencia